# Giuseppe Pitto
Giuseppe Pitto, född 1857, död 1928, var en italiensk konstnär som sålde sina oljemålningar på marknadsplatser runt om i Italien. Motiven är därför oftast från marknader och nästan alltid med en vacker kvinna i förgrunden; detta har blivit hans signum.

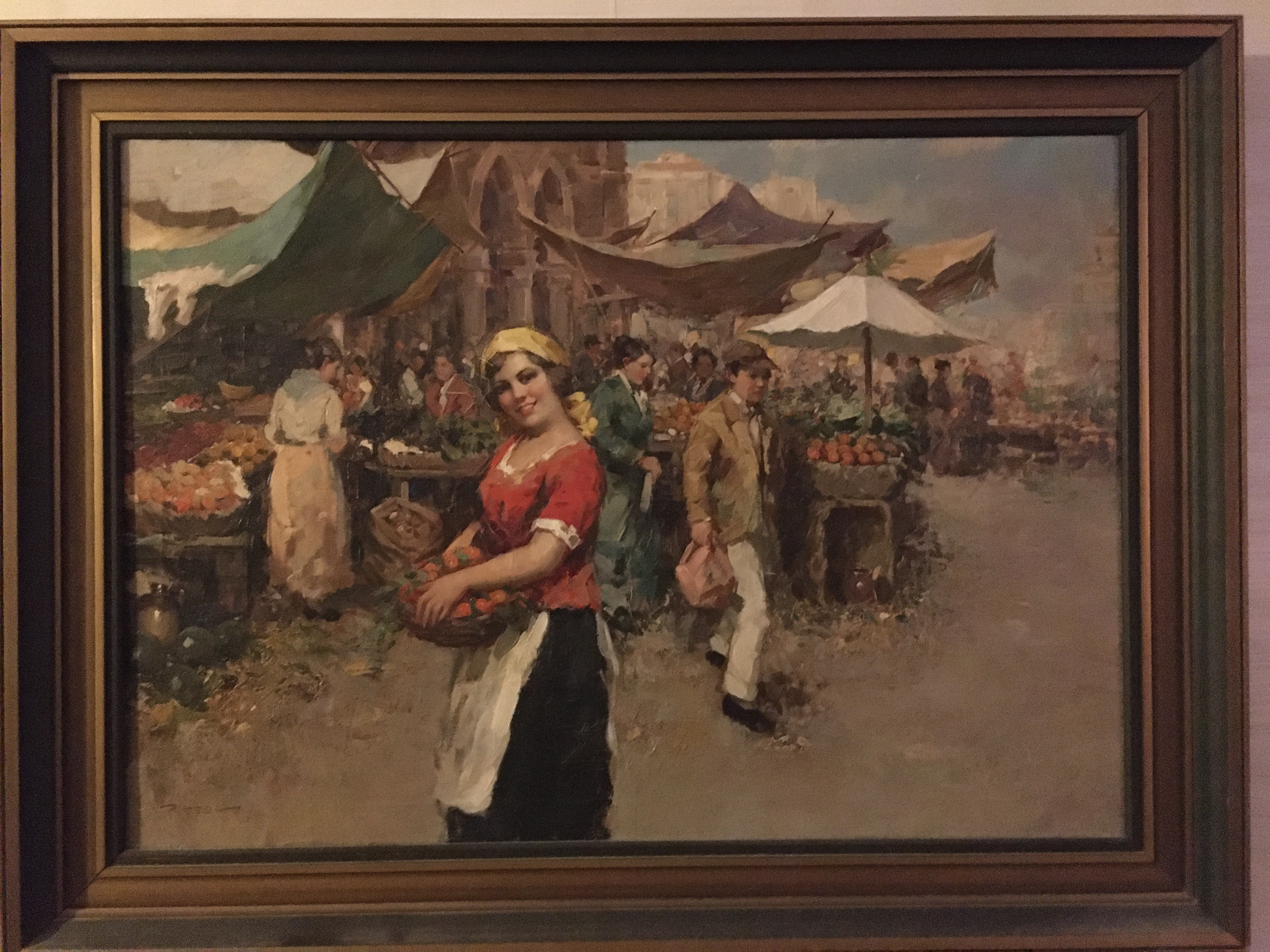
Torghandel

Pittos “Italiensk gatuplats”, såldes i Dorotheum, Wien 2012 för 4 500 EURO.
Uppsala auktionsverks internationella kvalitetsauktion den 5 juni 2007 klubbades Giuseppe motiv: “Ung kvinna på marknaden” för 53 000 SEK 